# Goede tijden, slechte tijden (single)
Goede tijden, slechte tijden is een Nederlandstalig nummer van zangeres Lisa Boray en zanger Louis de Vries uit 1991. Dit nummer is geschreven door Bert van der Veer en de muziek werd verzorgd door componist Hans van Eijck.
Het nummer is speciaal gemaakt voor de gelijknamige soap, Goede tijden, slechte tijden, waarvoor het sinds het begin van de soap dient als de titelsong. Het nummer is in de loop der jaren meerdere malen opnieuw ingezongen door andere artiesten. Sinds 30 december 2019 komt de titelsong niet meer voor in de leader van de soap, er wordt enkel op een beat "Goede tijden, slechte tijden" uitgesproken.

## Achtergrond

### Ontstaan
In 1990 was Joop van den Ende bezig om de eerste soap van Nederland te maken die in het begin gebaseerd was op de soap The Restless Years uit Australië. Programmamaker Bert van der Veer was erg betrokken bij het ontwikkelen van de soap. Hij bedacht met advies van de Australische producent Reg Watson de titel Goede tijden, slechte tijden. Met een rijmwoordenboek schreef Van der Veer vervolgens de tekst van het gelijknamige nummer en liet hier door componist Hans van Eijck een melodie onder zetten, dit nummer werd door Van den Ende goedgekeurd en zo was de titelsong van Goede tijden, slechte tijden geboren. De eerste variant van het nummer werd ingezongen door Lisa Boray en Louis de Vries, het nummer bestond uit drie coupletten en één refrein.
Het nummer haalde de 9e positie in de Nederlandse Top 40 en de 8e positie de Nederlandse Single Top 100. Het nummer is in totaal op veertig verschillende albums op cd uitgebracht.

### Titelsong
Sinds het begin van de RTL 4-soap Goede tijden slechte tijden wordt dit nummer als titelsong gebruikt. Het originele nummer bestond uit drie coupletten en één refrein maar werd voor de titelsong afgekort naar het eerste couplet en daarna gelijk het refrein. Door de jaren heen is de titelsong veranderd en zijn sommige zinnen uit een couplet juist wel of juist niet gezongen. Het nummer is in de loop der jaren door verschillende artiesten opnieuw ingezongen. De onderstaande artiesten hebben het nummer opnieuw voor de soap ingezongen:
- 1990-1995: Lisa Boray en Louis de Vries
- 1995-2005: Ingrid Simons en Martijn Schimmer
- 2005-2008: Erica Yong
- 2008-2010: Sarina Kuipers
- 2010-2014: Lysa Schenkers
- 2014: April Darby
- 2014-2018: Jaap Reesema en Jill Helena
- 2018-2019: Lisa Lois

### Andere versies

#### 1990-2008
Na vijf jaar werd in 1995 door RTL besloten de titelsong een nieuw leven in te blazen. Het nummer werd opnieuw ingezongen door zangeres Ingrid Simons en zanger Martijn Schimmer. Echter Schimmer was niet te horen op de titelsong omdat deze ingekort werd, hij was alleen op de langere variant van het nummer te horen die enkel op cd werd uitgebracht. Deze versie van het nummer heeft tien jaar lang als titelsong voor de soap gediend, daarmee is deze variant het langste als titelsong te horen geweest. In 2005 werd het nummer nieuw leven ingeblazen door zangeres Erica Yong, haar variant werd tot 2008 als titelsong gebruikt.

#### 2008-2018
In 2008 werd er wederom gekozen om de titelsong opnieuw in te laten zingen, ditmaal door zangeres Sarina Kuipers. Haar variant was tot 2010 te horen en werd toen vervangen door de nieuwe variant van zangeres Lysa Schenkers, die tot begin 2014 te horen was. In 2014 werd er besloten het nummer in te laten zingen door zangeres April Darby, echter kijkers van de soap waren op de sociale media erg negatief over haar variant. Hierdoor werd door RTL besloten haar nummer na twee weken, oftewel tien afleveringen, te vervangen. Hiermee is Darby haar variant als kortste te horen geweest als titelsong. Voor de nieuwe variant waren Jamai Loman en Jill Helena uitgekozen, echter Loman zegde dit op het laatste moment af door een te drukke agenda. Loman werd vervangen door zanger Jaap Reesema, hij zong hem samen in met Helena. Deze laatst genoemde variant was tot juli 2018 te horen.

#### 2018-2019
In de zomer van 2018 werd er door de makers van de soap besloten om de titelsong wederom opnieuw in te laten zingen en iets aan te passen, dit omdat de soap een nieuwe kant op wil gaan en er meerdere nieuwe acteurs in komen. De nieuwe variant wordt ingezonden door zangeres Lisa Lois. De titelsong die de afgelopen jaren vaak één minuut duurde werd voor dit seizoen flink ingekort en duurt vanaf heden maar een kleine twintig seconden. De makers hebben hiervoor gekozen omdat tegenwoordig kijkers via Videoland meerdere afleveringen achter elkaar kunnen kijken en daar is het dan prettig als de titelsong niet al te lang duurt. Sinds 30 december 2019 komt de titelsong niet meer voor in de leader van de soap, er wordt enkel op een beat "Goede tijden, slechte tijden" uitgesproken.

## Hitnoteringen

### Nederlandse Top 40
| Positie: | 29 | 19 | 13 | 9 | 10 | 15 | 27 | 40 | uit |

### NederlandseSingle Top 100
| Hitnotering: 16-02-1991 t/m 04-05-1991 | Hitnotering: 16-02-1991 t/m 04-05-1991 | Hitnotering: 16-02-1991 t/m 04-05-1991 | Hitnotering: 16-02-1991 t/m 04-05-1991 | Hitnotering: 16-02-1991 t/m 04-05-1991 | Hitnotering: 16-02-1991 t/m 04-05-1991 | Hitnotering: 16-02-1991 t/m 04-05-1991 | Hitnotering: 16-02-1991 t/m 04-05-1991 | Hitnotering: 16-02-1991 t/m 04-05-1991 | Hitnotering: 16-02-1991 t/m 04-05-1991 | Hitnotering: 16-02-1991 t/m 04-05-1991 | Hitnotering: 16-02-1991 t/m 04-05-1991 | Hitnotering: 16-02-1991 t/m 04-05-1991 | Hitnotering: 16-02-1991 t/m 04-05-1991 |
| Week:                                  | 1                                      | 2                                      | 3                                      | 4                                      | 5                                      | 6                                      | 7                                      | 8                                      | 9                                      | 10                                     | 11                                     | 12                                     |                                        |
| -------------------------------------- | -------------------------------------- | -------------------------------------- | -------------------------------------- | -------------------------------------- | -------------------------------------- | -------------------------------------- | -------------------------------------- | -------------------------------------- | -------------------------------------- | -------------------------------------- | -------------------------------------- | -------------------------------------- | -------------------------------------- |
| Positie:                               | 72                                     | 38                                     | 22                                     | 13                                     | 9                                      | 8                                      | 12                                     | 18                                     | 27                                     | 44                                     | 63                                     | 96                                     | uit                                    |